# Deadly Intruder
Deadly Intruder – amerykański horror filmowy (slasher) z 1985 roku.

## Zarys fabuły
Seryjny zabójca ucieka ze szpitala psychiatrycznego i ukrywa się w małym miasteczku. Lokalny policjant musi schwytać niebezpiecznego zbiega, nim dojdzie do krwawej masakry.

## Obsada
- Chris Holder − Bob
- Molly Cheek − Jessie
- Tony Crupi − Drifter
- Danny Bonaduce − John
- Laura Melton − Amy
- Stuart Whitman − kapitan Pritchett
- Santos Morales − Carlos
- Daniel Greene − Danny
- Marcy Hansen − Cathy
- David Schroeder − Grotowski